# Géza d'Hongria
Aquest article tracta sobre el príncep dels magiars. Pels reis d'Hongria, vegeu Géza I d'Hongria i Géza II d'Hongria.
Géza d'Hongria (vers 945-997) va ser gran príncep dels magiars i pare del primer rei d'Hongria, sant Esteve.
Géza va néixer vers el 945, fill del príncep dels magiars Taksony d'Hongria i la seva esposa (d'origen búlgar o petxeneg). Taksony va negociar el casament de Géza amb Sarolta (Carlota), la filla del capitost Gyula de Transsilvània. A la mort del seu pare, l'any 972, Géza el va succeir com a Gran príncep.
Durant el regnat de Géza, el cristianisme es va començar a estendre entre els magiars. Poc després de la seva ascensió com a gran príncep, un monjo benedictí va ser ordenat bisbe dels magiars i es va desplaçar a la seva cort, on va batejar Géza. Tanmateix, no és segur que Géza es convertís plenament al cristianisme. Segons el cronista Tietmar de Merseburg, Géza va continuar adorant déus pagans, i quan se li va demanar explicacions va respondre que era prou ric per a fer sacrificis tant als déus vells com al nou.
Tot i que els costums magiars establien que el títol de gran príncep havia de passar al parent de més edat, Géza va designar específicament el seu fill Esteve com a hereu. Va fer que també es bategés, i el va casar amb Gisela de Baviera, filla del duc Enric II. Géza va morir l'any 997.